# جون فوستر جونيور
جون فوستر جونيور (بالإنجليزية: John Foster)‏ هو متسابق يخت أمريكي، ولد في 1963.

## وصلات خارجية
- جون فوستر جونيور على موقع الاتحاد الدولي للملاحة الشراعية (موقع جديد) (الإنجليزية)
- جون فوستر جونيور على موقع اللجنة الأولمبية الدولية (الإنجليزية)
- جون فوستر جونيور على موقع أوليمبيديا (الإنجليزية)